# Il cielo è rosso
Il cielo è rosso è un romanzo di Giuseppe Berto pubblicato nel 1947. Fu scritto nel campo di concentramento di Hereford in Texas, dove lo scrittore fu prigioniero durante la seconda guerra mondiale. È la prima opera dello scrittore. Nel 1948 il libro vinse il Premio Firenze.

## Trama
Nel 1931 a Treviso, una notte Giovanna torna a casa dalla madre e dal fratello Augusto. Di mestiere, Giovanna si prostituisce e una buona parte del guadagno va ai familiari. Perciò, quando arriva incinta e decisa a tenere il bambino, madre e fratello sono furiosi e vogliono che lei interrompa la gravidanza. La giovane però non teme di dire ai suoi ciò che pensa di loro: che sono attaccati ai suoi soldi, che il fratello non combina nulla, pur avendo una moglie e una figlioletta da mantenere, che lei se ne andrà e amerà il suo bimbo. Le sfuriate si placano. Nell'anno nascerà Giulia, figlia di Giovanna, mentre la figlia del fratello Augusto, ha circa un anno più di Giulia e si chiama Carla.
Nel 1940, Giulia e Carla vivono con la nonna. Il padre di Carla è finito in prigione e ci resterà per cinque anni; e poiché la mamma di Carla viene continuamente licenziata, ogni volta che si scopre che ha un marito in carcere, accetta un impiego a Napoli, per aiutare la famiglia. Anche la mamma di Giulia non c'è più: è morta l'anno prima. La vecchia prova fastidio per le due ragazzine, soprattutto Carla che cresce sfacciata; ma pur con qualche screzio, le piccole si arrabattano a trovare il modo di avere una caramella, un soldo in tasca. Vivono da monelle di strada, però Giulia è più riflessiva della cugina e non detesta la scuola; conserva un ricordo dolce della sua mamma.
Il 7 aprile 1944, un devastante bombardamento distrugge buona parte della cittadina, causando migliaia di morti e riducendo a macerie l'intero quartiere di Santa Agnese. Carla e Giulia, di quattordici e tredici anni, ormai lavorano e sono in parte affrancate dalla nonna. Si trovano in una zona diversa e in un diverso rifugio; quando potranno uscire, capiranno che la nonna è rimasta sotto le macerie. I soccorsi non sono sufficienti a fronteggiare l'emergenza e di fatto non continuano la ricerca nel punto più colpito, mettono filo spinato e spargono calce sulle rovine e la zona sarà detta zona dei morti. Vanno in briciole anche tre palazzi di cinque piani, chiamati scherzosamente grattacieli.
Nei giorni successivi, un collegiale arriva in città per cercare i genitori. Lo accompagna un sacerdote dell'istituto. I suoi cari vivevano in uno dei grattacieli e il ragazzo, quindicenne di nome Daniele, deve rassegnarsi a non ritrovarli. Dopo di ciò, i rettori del collegio scrivono a Roma, dove sta il nonno del ragazzo, ma questi decreta che il nipote resti in collegio e infine non paga più la retta. Nell'autunno, Daniele fugge dal collegio e raggiunge Treviso con l'aiuto di alcuni militari americani che ormai occupano stabilmente la città.
Lasciati gli americani, Daniele tenta di entrare nella zona dei morti, passando sotto il recinto spinato. Incontra così Tullio, un ragazzo sui diciotto anni, che se lo porta a casa. Tullio è il ragazzo di Carla e in casa c'è anche Giulia, di giorno c'è anche una bimba, Maria, colpita da una forma di ritardo oppure da shock. Questi ragazzi sono alloggiati abusivamente in una casa abbandonata; dovrebbero essere tutti all'orfanotrofio, perché minorenni, ma un calzolaio ha accettato di firmare che li ospita e a lui danno le tessere per il cibo. Daniele non sembra adatto a entrare nel gruppo, ma insistono per farlo restare con loro e il calzolaio aggiunge il suo nome a quelli dei ragazzi ospiti.
Daniele stenta a orientarsi, in mezzo a ragazzi così scaltri nella vita. Tullio fa parte di una banda che compie azioni di furto, ma anche di guida per partigiani; Carla si è data ormai alla prostituzione. Nel tempo seguente, Daniele si adatta con fatica, poiché sta meglio con la mite Giulia, perfetta donna di casa, e con la piccola Maria. Eppure Carla si dà da fare per farlo crescere e lo apre alle prime esperienze, ma il ragazzo prova una vergogna mortale. Anche nelle rare uscite con Tullio, ha sempre paura. Una notte vanno insieme a prendere abiti nel collegio che Daniele ha lasciato e lui, pensando a Giulia, le porta lenzuola per quando deve restare a letto indisposta.
Una notte, durante un'azione, Tullio rimane ucciso assieme a un altro ragazzo. Per i superstiti la vita continua e Daniele si impegna a cercare lavoro. Si rivolge anche a un funzionario, amico dei genitori, ma questo vuole farlo partire per Roma e a stento il ragazzo storna il pericolo. Intanto la guerra finisce e la gente soffre la fame, l'abbandono delle istituzioni, la mancanza di cure sanitarie. Carla guadagna per tutti, ma l'inerzia distrugge Daniele, finché un giorno, trova lavoro a procurare verdura a un erbivendolo del mercato. Rimanendo nella casa, può sbocciare l'amore tra lui e Giulia, assieme alla speranza di un mondo nuovo.
Ma una sera, Giulia non riesce a ingoiare le buone  cose che ha procurato Daniele. Colta da uno sbocco di sangue, è teneramente soccorsa dall'amico. Inutilmente Daniele cerca un medico; lo trova invece Carla; Giulia è tisica come lo fu la sua mamma, forse potrebbe migliorare in sanatorio, ma Carla dice con fermezza a Daniele che devono fare come se questo fatto non esistesse. E un giorno, ormai a settembre, Daniele ritorna dal mercato e trova Carla sola, con Giulia morta e preparata. Da quel momento Daniele vive nella disperazione, accentuata dalla capacità altrui ad accettare la vita così com'è. La fanciulla viene sepolta nella zona delle macerie, perché il calzolaio teme di avere grane con le autorità e un domani, quando la troveranno potrà sembrare una vittima del bombardamento.
Dopo un mese, Daniele è talmente alla deriva che decide di partire. Carla capisce cosa l'amico ha dentro e insiste perché resti; la ragazza ha più volte detto che Daniele la respinge per il suo lavoro, ma non è così e stavolta Daniele riesce a rassicurarla su questo punto. Dopo un lunghissimo gioco a trattenerlo, il ragazzo si mette per strada con abiti decorosi e scarpe nuove. Raggiunge il deposito dei treni merci e si infila in un vagone vuoto e scoperto. Il suo proposito è di girare da solo per cercare la calma e ritrovare la forza di vivere. Passa il tempo e allora il ragazzo comprende che il piano non funzionerà. E accetta il solo modo per uscirne: togliendosi gli abiti e gettandoli fuori perché qualcuno li trovi, passa all'esterno del vagone, dove c'è l'attacco al treno, e si lascia cadere sulle rotaie.

## Opere derivate
Nel 1950, dal libro è stato tratto il film omonimo, diretto da Claudio Gora, con Marina Berti e Jacques Sernas nei ruoli principali.

## Edizioni
- Il cielo è rosso, Collezione La Gaja Scienza n.13, Longanesi e C., Milano, 1947.
- Il cielo è rosso, Collezione La Scala, Rizzoli, Milano, 1969.
- Il cielo è rosso, prefazione di Domenico Scarpa, UTET, Torino, 2007.
- Il cielo è rosso, prefazione di Enza Del Tedesco, BUR, Milano, 2014.
- Il cielo è rosso, postfazione di Domenico Scarpa, con un testo di Andrea Camilleri, Collana Bloom, Neri Pozza, Vicenza, 2018.

### In altre lingue
- (NL)  De hemel ziet rood, Winants, Heerlen, 1948.
- (DE)  Der Himmel ist rot, Rowohlt Taschenbuch Verlag, 1955.
- (HR)  Nebo je crveno, traduzione di Ante Rojnić, Zora, Zagreb, 1961.
- (HU)  Vörös az ég traduzione di Karsai Lucia, Magvető, Budapest, 1964.
- (SL)  Oblaki so rdeči, traduzione di Ivan Skušek, Cankarjeva založba, V Ljubljani, 1969.
- (EN)  Giuseppe Berto, The sky is red, traduzione di Angus Davidson, Greenwood, Westport, 1971.
- (RO)  Giuseppe Berto, Cerul e rosu, traduzione di Olga Mărculescu, Univers, Bucuresti, 1989.